# Ричардсон, Ли (белизский политик)
Ли Ричардсон (26 апреля 1924 — 27 октября 2008) — белизский политик, борец за свободу и независимость, первый фактический глава правительства Белиза. В 1950-х годах также был мэром Белиза и депутатом в первом законодательном собрании государства. Продолжал свою активную политическую деятельность вплоть до 1958 года, когда покинул страну и перебрался сначала на Ямайку, а потом и в США. В 2008-ом году незадолго до смерти от болезни Паркинсона был награжден орденом Почёта, третьей по важности государственной наградой Белиза.

## Биография
Ли Айзея Эллисон Ричардсон, будущий борец за независимость Белиза, родился 26 апреля 1924-года в Пуэрто-Кастилья, Гондурас. Перед тем, как заняться политикой, Ричардсон являлся преподавателем в колледже Уэсли, в Белиз-Сити, и основал газету Belize Billboard, ставшую достаточно знаменитой в Белизе. Более-того почти в самом начале своего политического пути, в 1951-ом году, Ричардсон Лей был арестован британскими властями и осужден на восемь месяцев каторжных работ, по обвинению в измене британской короне. Тем не менее он остался преданным националистом для своего народа.
Был основателем Народной партии Гондураса, которая под его руководством добилась существенных результатов на первых свободных парламентских выборах в колонии. Впрочем к 1956-ому году его лидерство в партии пошатнулось, и он фактически оставил её.
В 1958-ом году оставил политику и перебрался в США, где продолжил спокойную и размеренную жизнь профессора различных образовательных учреждений. В 2008-ом году находясь уже смертельно-больным, получил признание своих заслуг от правительства Белиза, в виде почётного статуса патриота Белиза, и ордена Почёта, однако присутствовать на награждении не смог. Из-за этого награду пришлось принимать его дочери.

## Семья
Был женат на Еве Янг, имел восемь детей.